# Фогель, Томас
Томас Фогель (нем. Thomas Vogel; 6 октября 1959 года, Цофинген, Швейцария) — швейцарский журналист, редактор.

## Биография
Он изучал немецкую филологию, политологию и журналистику в Свободном Университете и Университете им. Гумбольдта в Берлине. Томас Фогель был первым иностранцем, который написал дипломную работу по «национальному вопросу в литературе ГДР» одновременно для Университетов Западного Берлина и ГДР. Затем Томас Фогель работал в качестве политического, экономического и общественного редактора в Luzerner Tageblatt и SonntagsBlick. С 2003 г. по 2009 г. Томас Фогель был немецким корреспондентом швейцарского телевидения. С 2010 года он является редактором информационной программы «10 vor 10». Томас Фогель автор целого ряда телевизионных программ по политике Швейцарии, Германии и по вопросам международной политики. Одним из направлений его литературной и журналистской работы является бывший Восточный блок.

## Произведения
- «Остальгия международная. Воспоминания о ГДР от Никарагуа до Вьетнама» / Ostalgie international. Erinnerungen an die DDR von Nicaragua bis Vietnam. Соавтор:Томас Кунце, Ch. Links Verlag, Берлин, 2010, ISBN 978-3-86153-600-0.
- «От Советского Союза к независимости. Путешествие по 15 бывшим советским республикам» / Von der Sowjetunion in die Unabhängigkeit. Eine Reise durch die 15 früheren Sowjetrepubliken Соавтор: Томас Кунце, Ch. Links Verlag, Берлин, 2011, ISBN 978-3-86153-644-4.

## Статьи в СМИ
- Интервью Томаса Фогеля с Михаилом Горбачевым /Thomas Vogel im Gespräch mit Michail Gorbatschow, http://www.tagesschau.sf.tv/Nachrichten/Archiv/2009/10/21/International/20-Jahre-Mauerfall/Michail-Gorbatschow-Die-Zeit-war-reif.
- Немецкое радио о Томасе Фогеле/Томас Кунце: «Остальгия международная» / Deutschlandradio über Thomas Vogel/Thomas Kunze: «Ostalgie international». http://www.dradio.de/dlf/sendungen/andruck/1282492/
- N-TV об «Остальгии международной» /N-TV über «Ostalgie international», http://www.n-tv.de/leute/buecher/Wo-die-DDR-ihre-Spuren-hinterliess-article1615806.html